# Mallophora mexicana
Mallophora mexicana är en tvåvingeart som beskrevs av Carrera och Andretta 1950. Mallophora mexicana ingår i släktet Mallophora och familjen rovflugor. Inga underarter finns listade i Catalogue of Life.